# Acrocera cabrerae
Acrocera cabrerae är en tvåvingeart som beskrevs av Frey 1936. Acrocera cabrerae ingår i släktet Acrocera och familjen kulflugor.
Artens utbredningsområde är Kanarieöarna. Inga underarter finns listade i Catalogue of Life.